# Bangor, Morbihan
Bangor är en kommun i departementet Morbihan i regionen Bretagne i nordvästra Frankrike. Kommunen ligger i kantonen Belle-Île som tillhör arrondissementet Lorient. År 2022 hade Bangor 1 002 invånare.

## Befolkningsutveckling
Antalet invånare i kommunen Bangor
| Referens: INSEE |